# Sv. Atanasija (Ljubaništa)
Sv. Atanasija je archeologické naleziště v Severní Makedonii. Nachází se ve vesnici Ljubaništa v opštině Ochrid. Byly zde nalezeny pozůstatky pohřebiště a kostela z období nadvlády Římské říše, tedy z dob středověku. V letech 1928-1930 byl asi 500 metrů jihovýchodně od kláštera sv. Nauma postaven kostel sv. Atanasije na základech starší budovy. Vedle ní byly zničené náhrobky nalezeny náhodně. Z tohoto místa se nic kromě bronzové nádoby, která je dnes uložena v muzeu ve městě Ochrid, nezachovalo.